# Șoarș
Șoarș (in ungherese Sáros, in tedesco Scharosch o Scharesch) è un comune della Romania di 1860 abitanti, ubicato nel distretto di Brașov, nella regione storica della Transilvania.
Il comune è formato dall'unione di 5 villaggi: Barcut, Felmer, Rodbav, Selistat, Șoarș.

## Storia
Il villaggio fu probabilmente fondato negli anni della prima colonizzazione sassone (XII e XIII secolo) ma il primo documento storico risale al 1206. A Felmec, nel 1867, fu scoperta una necropoli a due tumuli, risalenti all'età del bronzo, e nel 1981 una fornace per ceramica che ora è in mostra al Museo rurale di Făgăraș. 

## Monumenti e luoghi de'interesse

### Chiesa fortificata di Soars
La prima indulgenza papale risale al 1450 quando la chiesa dedicata a San Giacomo era in costruzione. I lavori furono completati dopo il 1470 restituendo un edificio in stile gotico tardo transilvano. Le volte gotiche della navata furono sostituite con quelle attuali durante i lavori di ristrutturazione dal 1805.
La chiesa fu fortificata all'inizio del XV secolo: furono ricavati gli accessi alla torre, lungo tutta la navata e l'abside furono costruiti camminamenti (sorretti dai quattro grandi archi) con feritoie e caditoie e l'edificio fu dotato di una cerchia muraria. Delle sei torri di difesa si conservano ancora la torre sud-ovest, utilizzata fino agli anni novanta per conservare la pancetta, e la parte inferiore della torre sud-est riadattata a campanile. Interessanti la serratura medievale della porta del portale meridionale, l'altare barocco ed i pannelli del pulpito raffiguranti gli evangelisti, realizzati nel 1745. Dall'altra parte della strada, sul lato est, si trova la casa parrocchiale evangelica costruita nel 1828.

### Barcut
Situato in una valle sulla strada 104D da Soars a Bradeni a nord del capoluogo, è un grosso villaggio con una chiesa fortificata risalente al XIII secolo con un'alta e possente torre di difesa. La chiesa ortodossa è dedicata a San Nicola. 

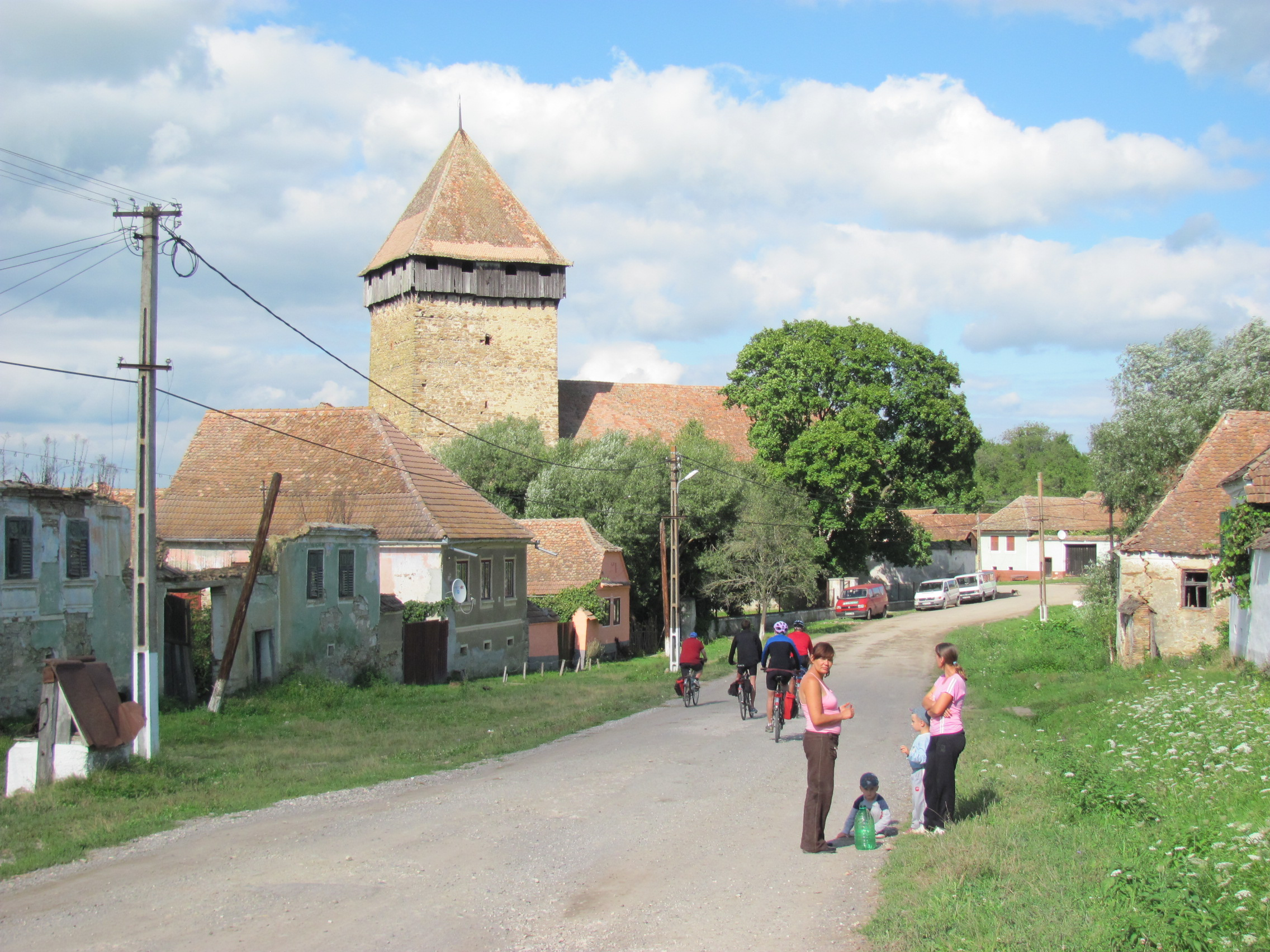
Chiesa fortificata di Barcut

### Felmec
Situato ad ovest di Soars sulla strada per Halmeag, conserva una chiesa fortificata ricordata 1494, ma risalente al XIII secolo. La chiesa romanica fu fortificata nel XV secolo con la costruzione di una cinta muraria provvista di due bastioni, nei quali era conservato il grano del villaggio. L'organo, costruito nel 1780 da Johannes Prause, è stato spostato nel 1995 nella chiesa evangelica di Făgăraș. La chiesa ortodossa di San Nicola fu edificata nel 1834 su una precedente chiesa di legno. Il tetto in tegole, rifatto nel 1876 a causa di una violenta tempesta, è stato recentemente 2008 sostituito da una copertura metallica.

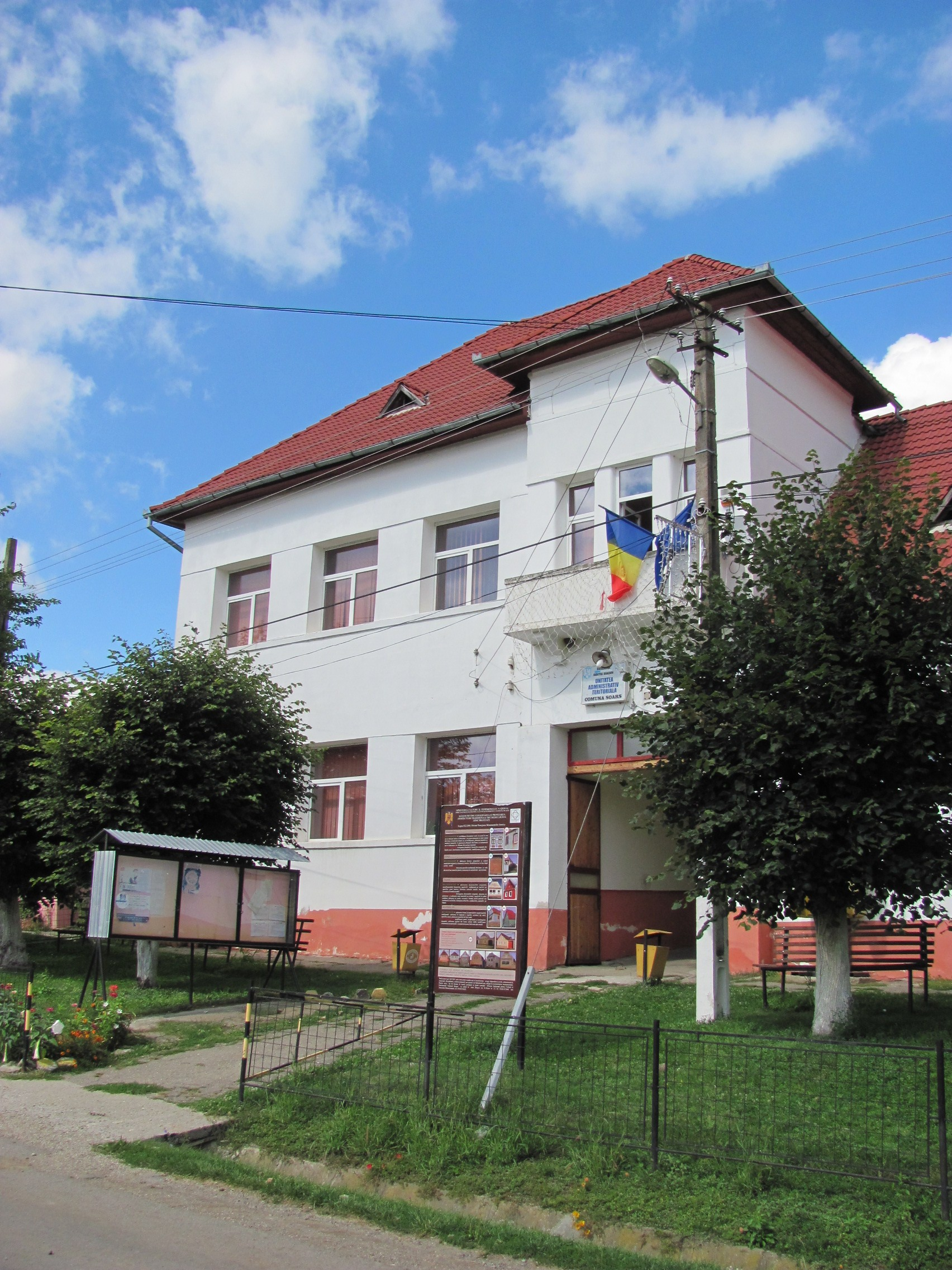
Palazzo comunale di Soars

### Rodbav
Il villaggio è situato ad ovest del capoluogo sulla strada per Circu. La basilica ha tre navate, con abside semicircolare (trasformata in poligonale nel XVIII secolo) ad est della navata centrale, e la torre a ovest. Nel XV secolo furono realizzati i pilastri quadrati fra le navate, il portale occidentale e le vie di accesso esterne alle due scale nel muro della torre. La navata centrale fu dotata di archi, simili a quelli di Soars, con feritoie e caditoie. Attorno alla chiesa fu edificato un muro di pietra rinforzato con torri, di cui restano ancora, in rovina, una torre semicilindrica e la torre angolare nord-orientale, utilizzata per la conservazione del lardo. Sulla parte superiore delle pareti della navata centrale sono conservate alcune iscrizioni con citazioni bibliche. L'altare, in stile barocco, è stato ridipinto nel 1900 da Josef Vogel di Sighisoara. Il pannello centrale dell'altare con le due statue lignee policrome degli apostoli Pietro e Paolo che lo fiancheggiavano, sono state trafugate.

### Seliștat
La chiesa fortificata è del XIV secolo, le mura di cinta, la torre a quattro piani che si eleva sul coro, ed i contrafforti laterali ad arco furono aggiunti un secolo più tardi. Attualmente la sala e il coro sono coperti da volte a vela che, nel 1848, sostituirono quelle medievali. L'altare con decorazioni barocche conserva un dipinto di Fritz Schullerus del 1892. Ad est della chiesa si trova una casa fortificata. La chiesa ortodossa è dedicata a San Giorgio.